# Moots Cycles
Moots Cycles es un fabricante norteamericano de bicicletas localizado en Steamboat Springs, Colorado.  Fundado en 1981 por Kent Eriksen, quien es ahora un miembro de la Mountain Bike Hall of Fame, Moots ha sido identificado como fuente de innovación en la industria de las bicicletas desde su concepción.

## Historia
Originalmente, Moots era una de las primeras compañías que fabricaban y promovian bicicletas de montaña.  Desde 1991, Moots ha estado fabricando tanto bicicletas de montaña como bicicletas de carretera de titanio, y ha ganado elogios de la prensa por la calidad de su fabricación, peso ligero, y "suavidad al andar" de sus bicicletas.

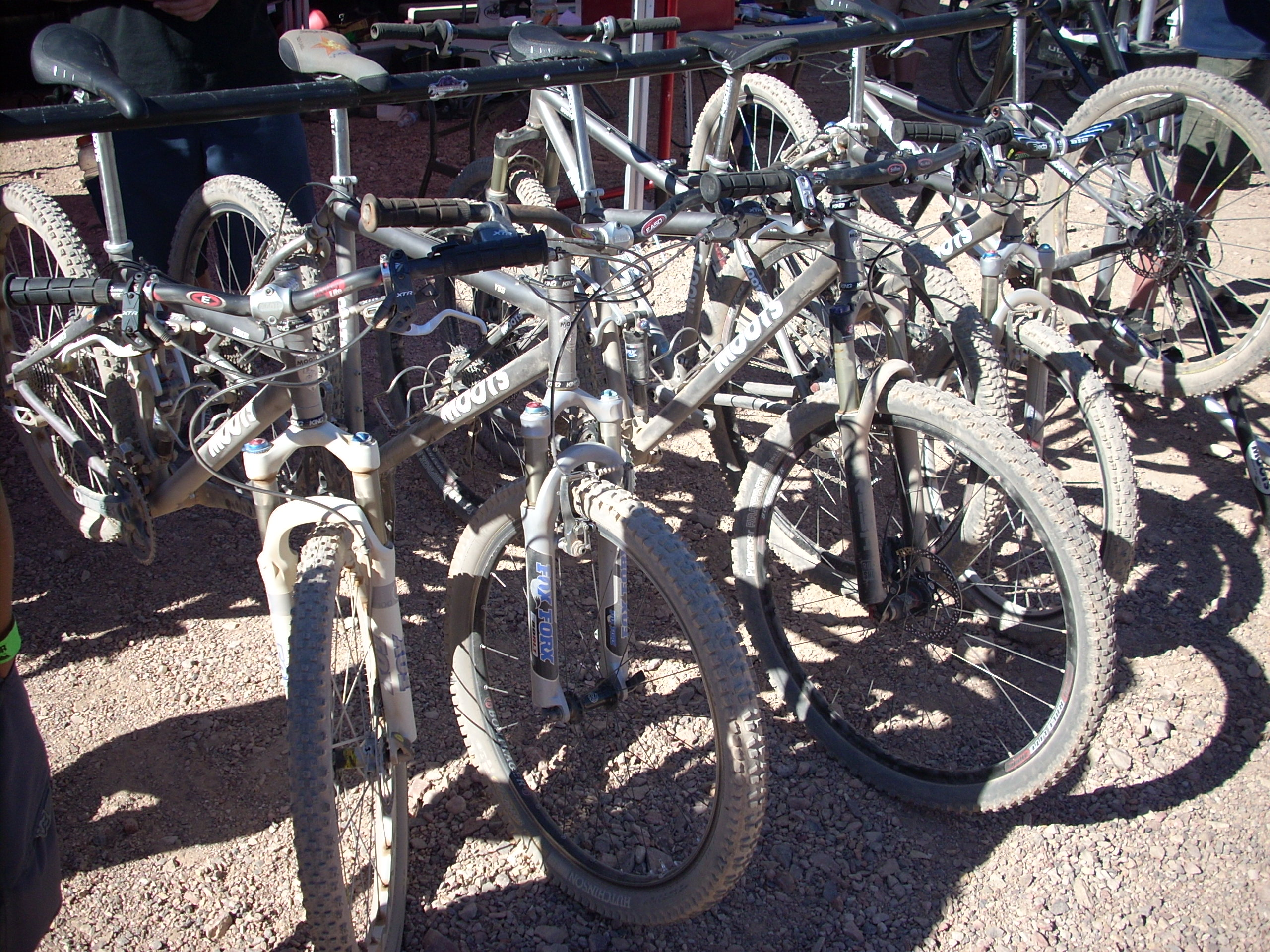
Bicicletas Moots de titanio

Los marcos Moots siempre han sido hechos a mano.  En 2005  eran uno  de los marcos más caros en el mercado. El titanio es sinónimo con Moots y son famosos por sus buenas soldaduras. 

## Componentes
Durante su historia, Moots ha sido conocido por sus componentes innovadores los cuales ellos diseñan y fabrican.  En la década de 1980, Eriksen diseña la compañía  "Moots Montes," poste de cierre rápido que puede ser removido o reposicionado usando solo una llave allen. Otra innovación fue una versión temprana de lo que sería conocido como "bar ends" en la década de 1990.  El producto hecho por Moots se enganchaba dentro las palancas de freno y tenían grandes tapones de madera en los extremos. [La cita necesitada]
Moots también ha hecho manillares y potencias a mano desde su fundación, así como también venta de accesorios como alforjas y asientos.